# Gartenkreuzspinne

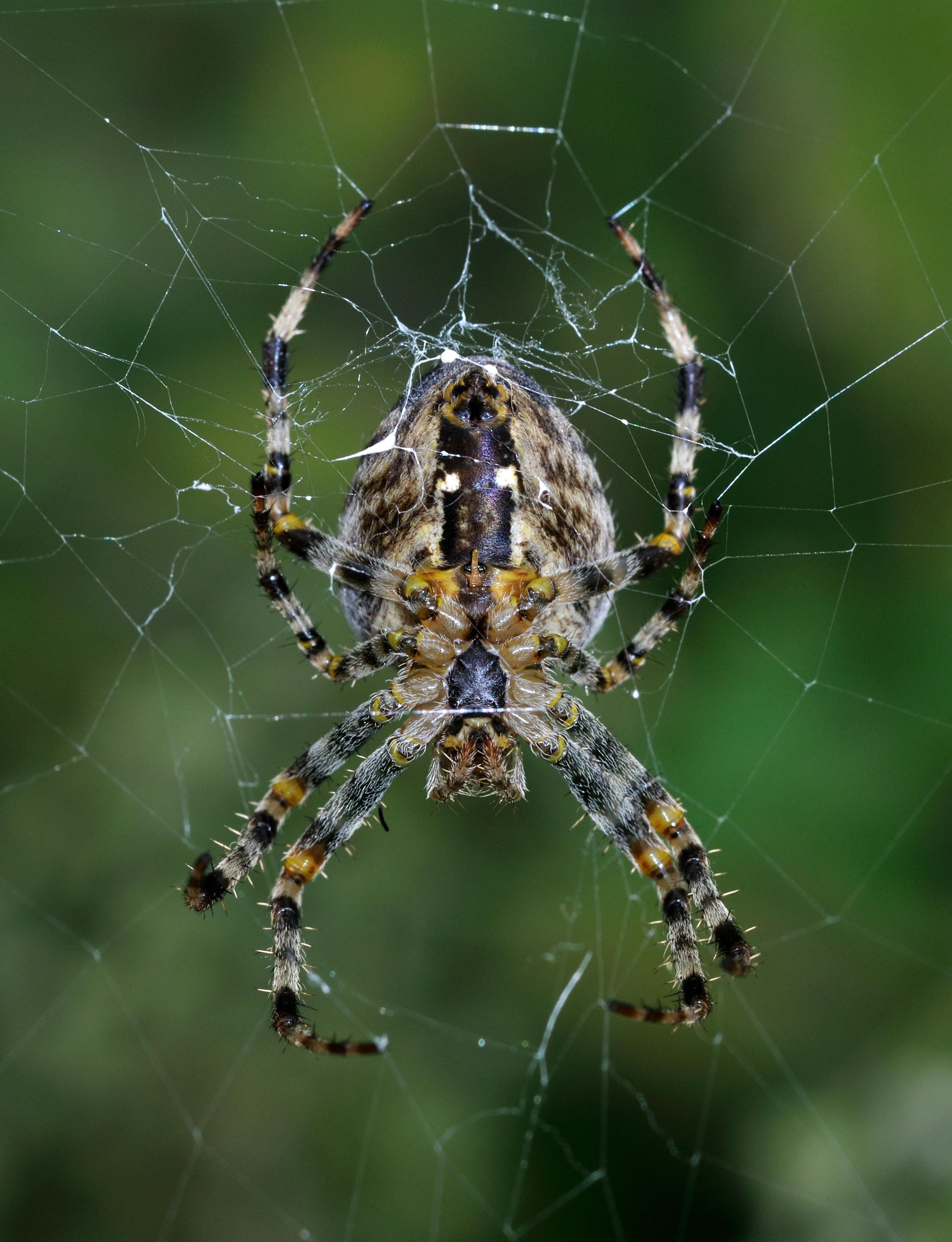
Unteransicht

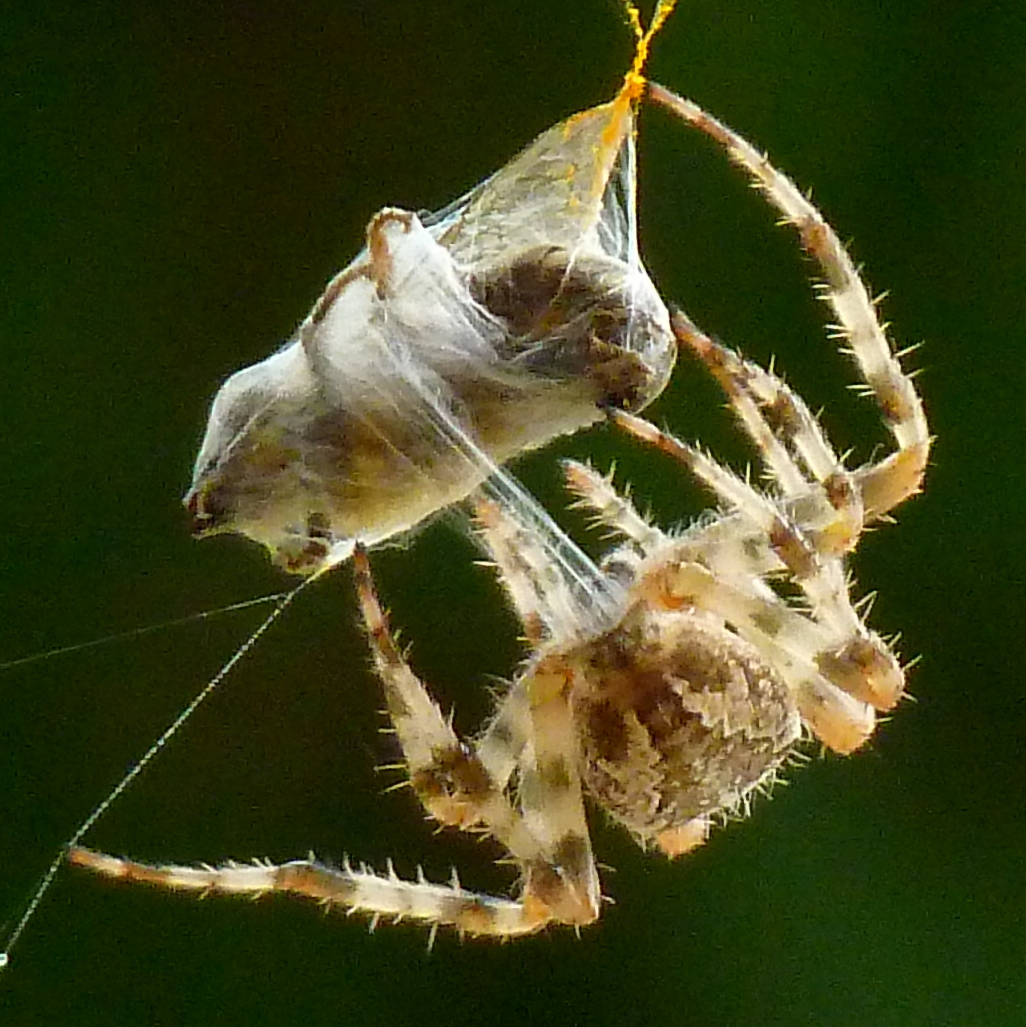
Eine Gartenkreuzspinne umwickelt die Beute mit einem Sekretband aus ihren Spinndrüsen

Die Gartenkreuzspinne (Araneus diadematus) ist die in Mitteleuropa häufigste Vertreterin der Gattung der Kreuzspinnen. Die Gartenkreuzspinne war Spinne des Jahres 2010.

## Merkmale
Die Gartenkreuzspinne ist leicht an den hellen, zu einem Kreuz zusammengesetzten Flecken zu erkennen. Die Flecken befinden sich auf der oberen Seite des Hinterleibs und setzen sich aus vier länglichen und einem kleinen, kreisförmigen Fleck in der Mitte zusammen. Die Grundfarbe der Spinne ist sehr variabel. Sie kann ihre Färbung an die Helligkeit ihrer Umgebung anpassen.
Sie gehört zu den größten einheimischen Spinnen. Die Körperlänge der Weibchen kann bis zu 18 mm betragen, die der Männchen etwa 10 mm.

## Verbreitung und Lebensraum
Die Gartenkreuzspinne kommt in ganz Mitteleuropa vor. In der freien Landschaft ist sie häufig und stetig in Streuobstwiesen zu finden; in Kiefernwäldern, Hochmooren und Buchen-Tannen-Wäldern, Waldrändern und Hecken ist sie etwas seltener, ansonsten stetig, aber selten in Wiesen, Äckern und Gärten. Im Flachland ist sie in diesen Biotopen in den Straten Strauch- und Kronenschicht anzutreffen. Ihre Verbreitung in der Holarktis nimmt mit zunehmender Höhe rasch ab.

## Beutefang und Ernährung
Kreuzspinnen ernähren sich von allen Insekten, die sie in ihren Netzen fangen können. Auch größere Insekten wie Wespen, Hummeln, Bienen, Fliegen, Schmetterlinge und sogar Hornissen sind potentielle Beutetiere. Die im Netz gefangene Beute wird von der Spinne gebissen und mit einem Seidenband variierender Breite aus den Spinndrüsen  umwickelt. Sie dreht die Beute dabei schnell mit ihren Beinen. Beim Biss abgegebene Verdauungsenzyme zersetzen das Innere der Beute. Wenn die Spinne satt ist, spinnt sie ihre Beute erst ein und hängt sie als Vorrat in ihr Netz.

## Fortpflanzung
Im August beginnt die Paarungszeit; die Männchen werden dabei häufig von den größeren Weibchen gefressen. Die Männchen spinnen an das Netz des Weibchens einen Bewerbungsfaden und zupfen daran. Das Weibchen erkennt das Männchen am Zupfen. Ist das Weibchen paarungswillig, verlässt es die Netzmitte und begibt sich zu dem Männchen. Die Paarung dauert nur wenige Sekunden und wird meist mehrfach wiederholt. In gelblichen Kokons aus besonders fein gesponnenen Fäden legt das Weibchen im Herbst dann die Eier ab und stirbt. Die Eier überwintern im Kokon, die Jungen schlüpfen im April/Mai, die geschlüpften Tiere überwintern erneut und werden erst im darauf folgenden Jahr geschlechtsreif.

## Gefährdung
Die Art zählt zu den häufigsten Radnetzspinnen und ist in Europa nicht gefährdet.

## Toxizität
Kreuzspinnen können mit ihrem Biss die menschliche Haut nur an ihren dünnsten Stellen durchdringen. Der Biss ist nur unangenehm und medizinisch ohne langfristige Folgen. 

## Verwendung
In der Homöopathie bekannt als Aranea diadema, findet die Gartenkreuzspinne im Ganzen verarbeitet Verwendung in homöopathischen Mitteln. Eine medizinische Wirkung ist dabei nicht nachweisbar. In der Vergangenheit wurde in der Homöopathie von Wunderheilung bei Schmerzen durch Verabreichung von Kreuzspinnenpräparaten berichtet.

## Natürliche Feinde
Die Schlupfwespe Tromatobia ovivora parasitiert u. a. die Gartenkreuzspinne. Die weiblichen Schlupfwespen legen ihre Eier in die Kokons der Gartenkreuzspinnen. Die geschlüpften Schlupfwespen-Larven ernähren sich von den Eiern des Spinnengeleges.